# Orscand de Cornouaille
Pour les articles homonymes, voir Orscand.
Orscand, mort en 1064, est évêque de Cornouaille (ou de Quimper) jusqu'en 1064. Membre du lignage comtal de Cornouaille, évêque marié à Onwen, fils d'un évêque-comte marié, Benoît, petit-fils d'un évêque, Orscand le Grand , frère d'un comte, Alain Canhiart, père d'un évêque, Benoît, il est un exemple d'ecclésiastique d'avant la réforme grégorienne. En 1050, il se rend en Italie auprès du pape Léon IX pour conserver son siège épiscopal. Son fils Benoît lui succède.

## Biographie

### Membre d'un lignage épiscopal et comtal
Orscand est le fils cadet de Benoît, évêque et comte de Cornouaille et de Guigoedon, fille de l'évêque de Vannes Orscand le Grand. Son frère aîné est le comte de Cornouaille Alain Canhiart (1020-1058).
Orscand succède à son père sur le siège épiscopal de Cornouaille du vivant de celui-ci. Son nom, Orscand, qui est celui de son grand-père l'évêque de Vannes Orscand le Grand, l'y prédispose, tout comme le nom de son frère aîné, Alain, indique une volonté de la part de leur père de lui transmettre le comté en rappelant le souvenir du roi Alain de Bretagne et du duc Alain Barbetorte.
Avant 1050, il est aux côtés de son frère Alain Canhiart quand celui-ci fonde l’abbaye Sainte-Croix de Quimperlé.

### Évêque et marié
Pour obtenir de son frère l'autorisation de se marier, Orscand lui abandonne un certain nombre de biens. Alain s'oppose d'abord à cette union, dangereuse pour le patrimoine familial. Orscand épouse finalement Onwen, fille de Rivelen de Crozon, qui est un proche du lignage comtal. Ils ont deux fils dont on connaît les noms, Benoît, évêque de Cornouaille après son père et Guegon (Guigon), ainsi qu'un autre fils ou une fille, qui donne naissance à Salomon. Plus tard, Guegon et Salomon occuperont des fonctions importantes dans le chapitre de Quimper : Guegon en deviendra doyen vers 1091 et Salomon archidiacre. La vie religieuse quimpéroise est donc contrôlée par ce lignage. À la même époque, d'autres dynasties épiscopales se développent ailleurs en Bretagne, comme à Nantes ou à Rennes,. 
Le chanoine qui rédige plus tard le cartulaire de Quimper, alors que la réforme grégorienne a touché le diocèse de Cornouaille, évite de rappeler le lien marital entre l’évêque Orscand et Onwen Quand il évoque l’évêque Benoît, il cite soit son père, Orscand, soit sa mère, Onwen, en omettant le mariage qui les unit. 
À une date indéterminée, une querelle de préséance oppose Judith, femme du comte Alain Canhiart et descendante des rois de Bretagne, à sa belle-sœur Onwen, femme d'Orscand. Judith reproche à Onwen de lui avoir manqué de respect. La querelle n'est pas sans importance et les prétentions d'Onwen apparaissent insupportables. Judith obtient en réparation des biens appartenant à la cathédrale de Quimper et le monastère de Locmaria,.

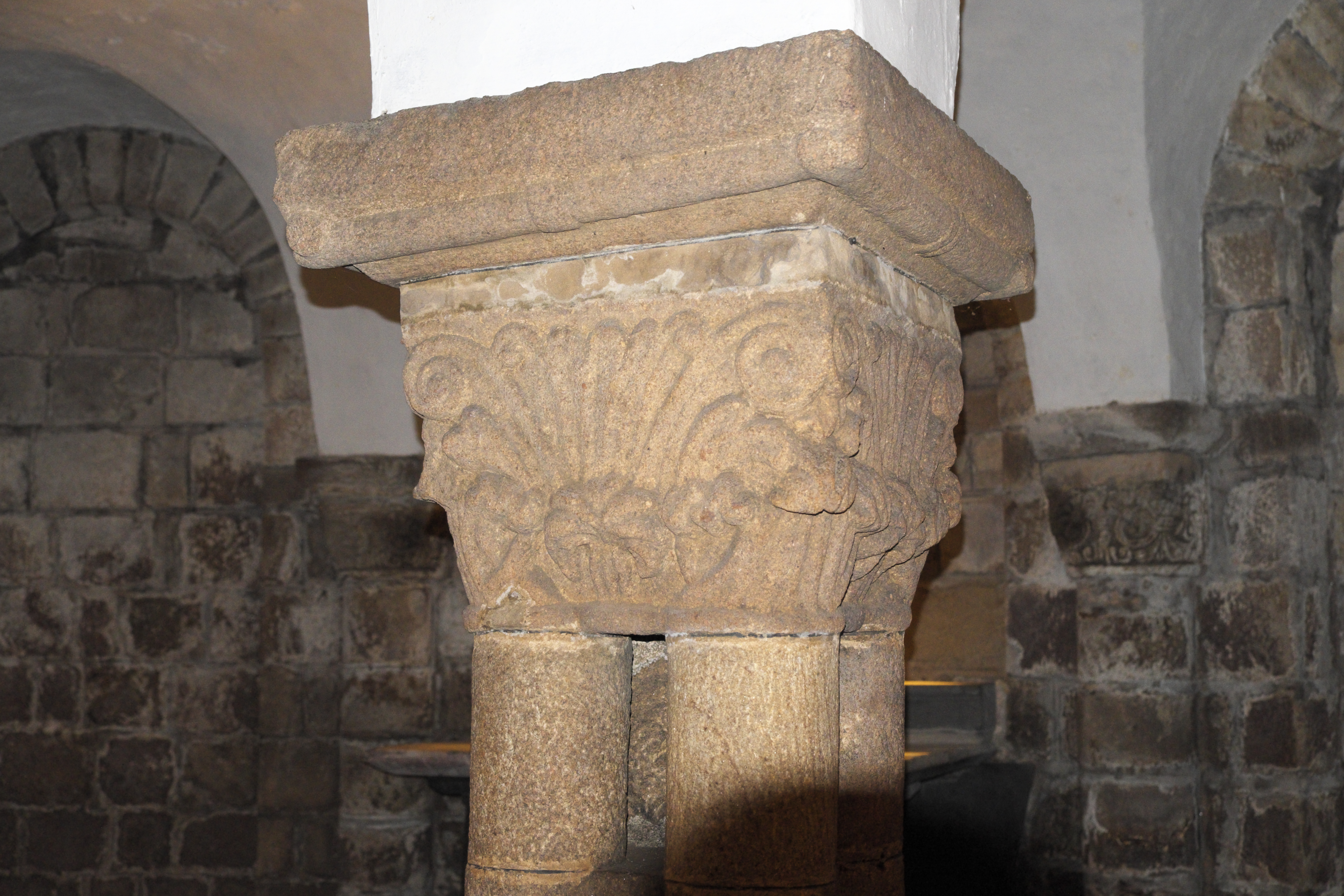
Chapiteau de la crypte de Sainte-Croix de Quimperlé.

### Conserver le siège épiscopal
En 1050, Orscand se rend au synode de Verceil, où il doit répondre, face au pape Léon IX, des accusations de simonie et de résistance à l'autorité de l'archevêque de Tours. Il effectue ce voyage accompagné de sa belle-sœur Judith, la femme d'Alain Canhiart et son envoyée, jugée apte à défendre Orscand. Le risque n'est pas négligeable, puisque l'année précédente, en 1049, le pape a déposé l'évêque de Nantes Budic, fils d'évêque, pour simonie. En échange de sa soumission au pape, Orscand obtient de conserver son siège épiscopal et de pouvoir le transmettre à Benoît.
Vers 1063/1064, Orscand et Onwen prient saint Corentin de guérir leur fils Benoît, gravement malade,. On voit ainsi qu'ils mesurent très mal leur situation canonique très douteuse, un évêque marié auquel il est prévu que succède son fils.
A cette époque, deux mots latins différents sont utilisés pour désigner la Cornouaille : Cornubia, utilisé par Benoît, qui semble avoir une signification plutôt politique et Cornugallia, qu'on retrouve dans la titulature de son fils Orscand, mot sans doute plus attaché à une autorité religieuse. À la fin de sa vie, Orscand adopte peut-être une nouvelle titulature, utilisée ensuite par son fils Benoît, episcopus Corisopitensis, dont l'acception a donné lieu à débat et qui ne signifie ni évêque de Cornouaille (épiscopus Cornugallie) ni évêque de Quimper,. Cette titulature provient vraisemblablement d'une reprise volontaire d'une mauvaise graphie de civitas Coriosolitum, cité des Coriosolites, qui permet de conférer à Quimper, faussement, une origine antique. On peut retenir que l'évêque de Quimper utilise alors une dénomination ethnique, comme à Nantes ou à Vannes.
À la mort d'Orscand, en 1064, son fils Benoît lui succède sur le siège épiscopal de Cornouaille. Né après 1046, Benoît succède jeune à son père, sans que l'on connaisse l'organisation de cette transmission du pouvoir. 